# Žerčice
Žerčice är en ort i Tjeckien.   Den ligger i regionen Mellersta Böhmen, i den centrala delen av landet, 50 km nordost om huvudstaden Prag. Žerčice ligger 245 meter över havet och antalet invånare är 312.
Terrängen runt Žerčice är platt, och sluttar västerut. Runt Žerčice är det ganska glesbefolkat, med 30 invånare per kvadratkilometer. Närmaste större samhälle är Mladá Boleslav, 10,3 km väster om Žerčice. Trakten runt Žerčice består till största delen av jordbruksmark.